# Begonia anemoniflora
Begonia anemoniflora é uma espécie de Begonia.